# Americká manželka
Americká manželka (v anglickém originále American Housewife) je americký sitcom, který televize ABC začala vysílat 11. října 2016. V Česku se začal vysílat 10. října 2018.
V květnu 2019 stanice objednala čtvrtou řadu, která měla premiéru 27. září 2019. V květnu 2020 stanice ABC objednala pátou řadu.
V březnu 2021 byl seriál zrušen po pěti řadách.

## Příběh
Seriál se zabývá dějem okolo Katie Otto, manželky a matky, která po přestěhování do města Westport v Connecticutu žije mezi bohatými, domýšlivými a arogantními manželkami a jejich privilegovanými dětmi. Ve srovnání s ostatními obyvateli, kteří vlastní velké domy, je Katie se svou rodinou nájemníky. Žije se svým manželem Gregem, který je univerzitním profesorem, a třemi dětmi: Taylor, nejstarší dcerou, která se snaží zapadnout mezi vrstevníky, synem Oliverem a nejmladší dcerou Anna-Kat.

## Obsazení

### Hlavní role
- Katy Mixonová jako Katie Ottová
- Diedrich Bader jako Greg Otto, manžel Katie
- Meg Donnelly jako Taylor Ottová, dcera Katie a Grega
- Daniel DiMaggio jako Oliver Otto, syn Katie a Grega
- Julia Butters jako Anna-Kat Ottová, nejmladší dcera Katie a Grega
- Ali Wong jako Doris, jedna z nejlepších přítelkyň Katie
- Carly Hughes jako Angela, jedna z nejlepších přítelkyň Katie

### Vedlejší role
- Leslie Bibbová jako Viv
- Jessica St. Clairová jako Chloe Brown Muellerová
- Wendie Malicková jako Kathryn, matka Katie
- Logan Pepper jako Cooper Bradford
- Peyton Meyer jako Trip Windsor
- Carly Craigová jako Tara Summersová
- Jeannette Sousa jako Suzanne
- Evan O'Toole jako Franklin, nejlepší kamarád Anny-Kat
- George Hamilton –jako Spencer Blitz
- Nikki Hahnová jako Gina
- Amarr M. Wooten jako Eyo
- Sara Rueová jako Nancy Granvilleová
- Ravi Patel jako Grant
- Julie Meyerová jako Maria
- Milo Manheim jako Pierce
- Reylynn Caster jako Brie

### Hosté
- Kate Flanneryová jako Crossing Guard Sandy
- Jenny O'Harová jako paní Smithová
- Timothy Omundson jako Stan Lawton, bývalý manžel Chloe
- Jay Mohr jako Alan, bývalý manžel Viv
- Will Sasso jako Billy, nejlepší přítel Katie
- Tiffani Thiessenová jako Celeste, bývalá manželka Angely
- Barry Bostwick jako Thomas Otto, otec Grega
- Julia Duffyová jako Amanda Ottová, matka Grega
- Bebe Woodová jako Ellen
- Nathan Fillion jako on sám
- Patrick Duffy jako Marty, otec Katie
- Ryan Seacrest jako on sám
- Katy Perry jako ona sama
- Luke Bryan jako on sám
- Lionel Richie jako on sám
- Thomas Lennon jako Simon
- Vanessa Lachey jako Crissy